# Avenue Sainte-Marie
L’avenue Sainte-Marie est une voie de la commune de Saint-Mandé (département du Val-de-Marne) qui se prolonge dans le quartier du Bel-Air du 12e arrondissement de Paris.

## Situation et accès
Cette avenue débute, côté Paris, boulevard de la Guyane et se termine dans le prolongemement de l'avenue Sainte-Marie située sur la commune de Saint-Mandé.

## Origine du nom

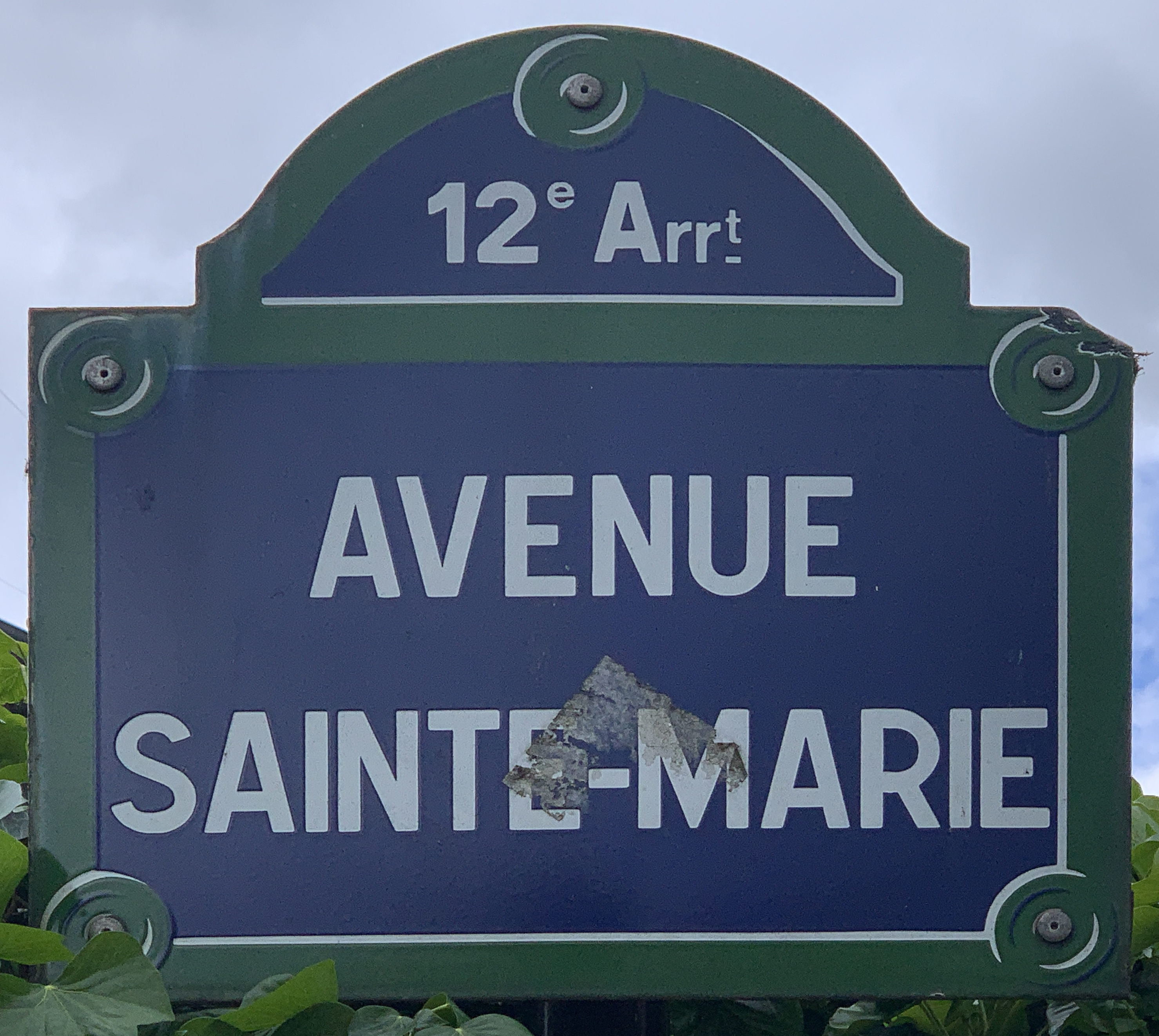
Plaque de l'avenue.

L'origine du nom de cette voie n'est pas connue.

## Historique

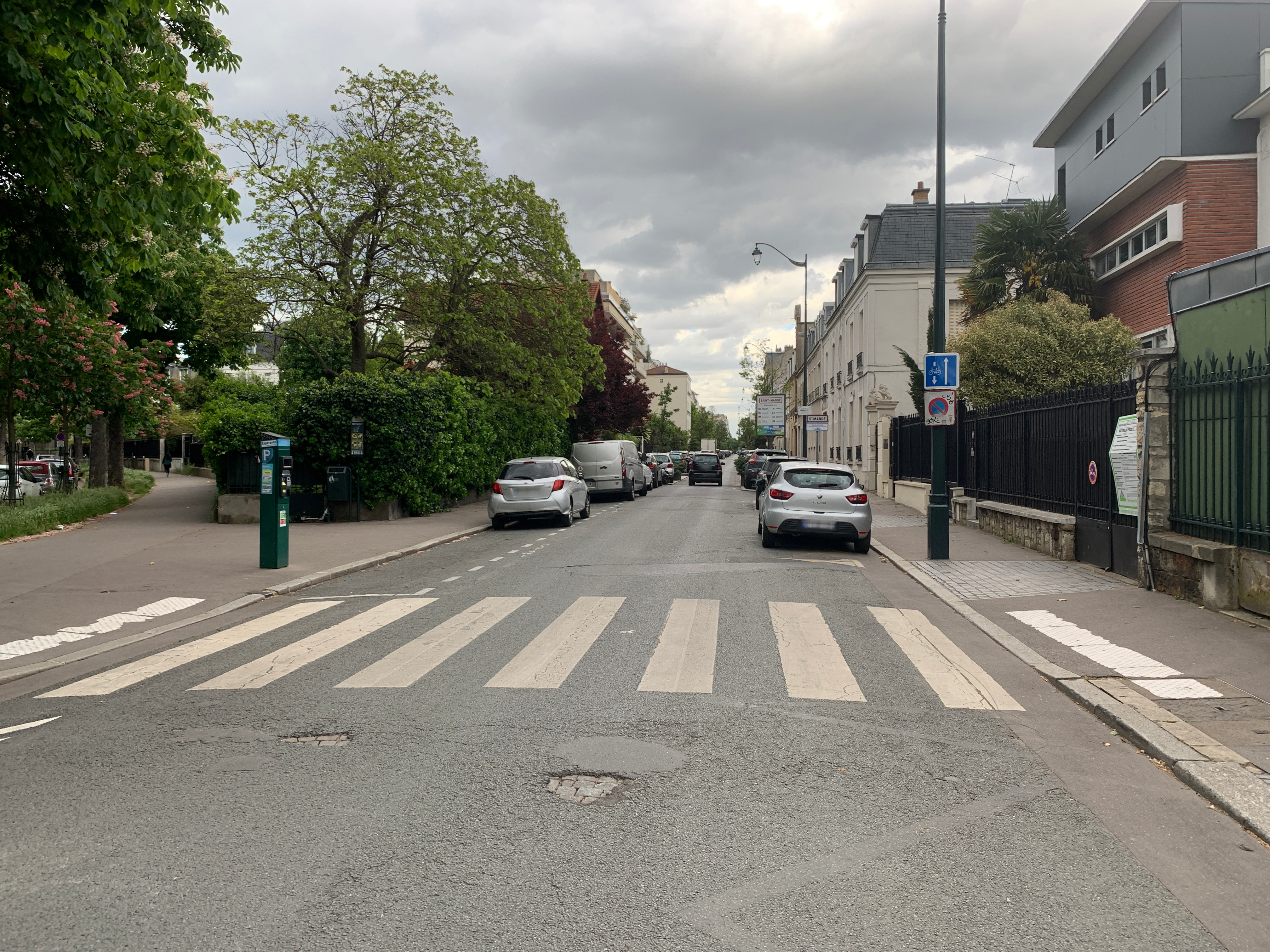
L'avenue en mai 2021.

Cette voie est une partie de l'ancien chemin vicinal no 13 alors situé sur la commune de Saint-Mandé et qui a été rattachée à la voirie de Paris par décret du 18 avril 1929.